# Петров, Осип Петрович
Осип Петрович Петров (Калуженин) (годы рождения и смерти неизвестны) — войсковой атаман Войска Донского (1641, 1642, 1646, 1655, 1659, 1661, 1662).
Калуженин — прозвище, очевидно, полученное им по той причине, что он был выходцем из служилых полковых казаков города Калуги.

## Биография
В конце 1638 или в первой половине 1639 года Осип Петров приезжал в Москву в качестве атамана казачьей станицы.
Летом 1641 года в качестве атамана возглавлял оборону Азова от турецко-татарского войска.
Весной 1642 года Осип Калуженин возглавил морской поход, в результате которого казаки разорили крымские селения в окрестностях города Керчь.
В мае 1643 года он был тяжело ранен в бою с турецко-татарскими войсками, вторгшимися на территорию Войска Донского.
В декабре 1643 года Осип Калуженин приезжал в Москву в качестве атамана казачьей станицы.
В октябре 1645 года в качестве станичного атамана был отправлен войсковым кругом к послу в Турцию С. В. Телепневу и дьяку Алферию Кузовлеву.
В конце мая — начале июня 1646 года Осип Петров возглавил поход казаков (1500 чел.) и присланных на Дон ратных людей на азовское побережье. Казаки разорили торговый караван, шедший из Крыма в Азов.
18-25 июня 1646 года он возглавил поход донских казаков и присланных на Дон ратных людей, а также астраханских и терских служилых людей под Азов и азовское побережье. Были взяты без боя несколько турецких кораблей.
24 августа — 4 октября 1646 года Осип Калуженин возглавил морской поход (3000 казаков и ратных людей). Из-за штормов на море поход на Крым окончился неудачно.
Осенью 1646 года он упоминается в качестве рядового казака на Дону. В марте 1648 года выехал Дона в Москву для следования в Соловецкий монастырь. В челобитной Осипа Петрова говорилось, что «на многих государевых службах и… на боех он, Осип, ранен во многие места, и от ран лежа он при смерти», причем в один из таких моментов он дал обещание идти для молитвы на Соловки.
В декабре 1650 и декабре 1659 годов Осип Петров приезжал в Москву в качестве атамана казачьей станицы.
Среди казаков станицы значится Родион Осипов — сын атамана — (1663/1664 г.), который приезжал в Москву в качестве атамана казачьей станицы. Возможный правнук в третьем поколении Петрова Родиона- Петров Трофим Григорьевич, 1895 года рождения, хорунжий 1 сотни, Милютинского юрта, Второго Донского округа Области Войска Донского, полный Георгиевский кавалер на 1923 год. Житель х. Семёновка Милютинского района Ростовской области. Согласно Описи №1986 учетного материала на бывших белых офицеров и военных чиновников состоящих а особом учете в Морозовском Окрвоенкомате, подлежащего передаче Шахтинскому окрвоенкомату вследствие слияния названых. Имел три тяжелых ранения, участник Вешенского восстания. Избежал расстрела. В 1943 г. получил третее тяжелое ранение в штрафном батальоне .Похоронен в 1947 году хутор Семёновка Милютинского района Ростовской области. Потомки проживают в станице Милютинской Милютинского района Ростовской области.